# Stephanopis longimana
Stephanopis longimana är en spindelart som beskrevs av Tord Tamerlan Teodor Thorell 1881. Stephanopis longimana ingår i släktet Stephanopis och familjen krabbspindlar.
Artens utbredningsområde är Queensland. Inga underarter finns listade i Catalogue of Life.